# Álvaro Murillo
Álvaro Murillo   (San Pedro, 24 de novembre de 1930 - Heredia, 28 de juny de 1985) fou un futbolista costa-riqueny de la dècada de 1950.
Fou 36 cops internacional amb la selecció de Costa Rica.
Pel que fa a clubs, destacà a Orión i Deportivo Saprissa.